# Parrottsville
Parrottsville es un pueblo ubicado en el condado de Cocke en el estado estadounidense de Tennessee. En el Censo de 2010 tenía una población de 263 habitantes y una densidad poblacional de 137,59 personas por km².

## Geografía
Parrottsville se encuentra ubicado en las coordenadas 36°0′30″N 83°5′29″O / 36.00833, -83.09139. Según la Oficina del Censo de los Estados Unidos, Parrottsville tiene una superficie total de 1.91 km², de la cual 1.91 km² corresponden a tierra firme y (0 %) 0 km² es agua.

## Demografía
Según el censo de 2010, había 263 personas residiendo en Parrottsville. La densidad de población era de 137,59 hab./km². De los 263 habitantes, Parrottsville estaba compuesto por el 87.07 % blancos, el 3.8 % eran afroamericanos, el 0.38 % eran amerindios, el 0.76 % eran asiáticos, el 0 % eran isleños del Pacífico, el 1.9 % eran de otras razas y el 6.08 % pertenecían a dos o más razas. Del total de la población el 3.04 % eran hispanos o latinos de cualquier raza.